# The Great Game
«The Great Game» (El gran juego en español) es el tercer y último episodio de la primera temporada de la serie británica Sherlock.

## Sinopsis
Sherlock Holmes (Benedict Cumberbatch) critica a un gramaticalmente incorrecto asesino acusado, y rechaza ayudarle. En casa, discute con John (Martin Freeman) porque este último escribió en su blog que aunque Sherlock era brillante, carecía de cultura general. Tras una discusión en la que Sherlock le aclara a su amigo que en realidad él eligió no saber cosas como esas (incluyendo el sistema solar) John se va a dormir a casa de su novia, y por la mañana se entera de que la noche anterior hubo una explosión en Baker Street. Vuelve al piso, encontrando a un intacto Sherlock hablando con su hermano Mycroft (Mark Gatiss), que quiere que investigue el asesinato del empleado del MI6 Andrew "Westie" West.
Sherlock es llamado por Scotland Yard, se le entrega un teléfono rosa similar al de A Study in Pink. Suenan cinco bips, y muestra una foto del sótano del piso de Sherlock y John. Sherlock, John y Lestrade van a inspeccionar y encuentran unas deportivas allí. Una aterrorizada mujer, obviamente leyendo el mensaje de un tercero, le llama: si Sherlock no resuelve el puzle en 12 horas, el explosivo que ella lleva será detonado. Sherlock ve que los cinco pitidos se refieren a cinco retos que tendrá que afrontar.
Sherlock y John investigan las deportivas, pero son interrumpidos por Molly Hooper (Louise Brealey), una técnica del laboratorio interesada en Sherlock, que les presenta a su nuevo novio, Jim, empleado informático; Sherlock deduce que es gay y se lo cuenta a Molly, y ella se enfada. Los zapatos pertenecieron a un escolar llamado Carl Powers, que fue ahogado hace varios años. Sherlock, menor de edad por aquel entonces, se interesó en el caso, pero fue ignorado por la policía. Ahora logra resolver el caso: Carl Powers fue envenenado por su medicamento para el ezcema que sufría. La mujer es liberada de su trampa, pero antes su secuestrador le hace decirle a Sherlock que mató a Carl debido a que se burlaba de su persona.
Un segundo mensaje muestra un coche deportivo, manchado de sangre, y un hombre desaparecido. Esta vez Sherlock tiene 8 horas para resolver el caso. En la guantera hay una tarjeta de una agencia de alquiler. El hombre encargado de los alquileres acaba de volver de Colombia, y la sangre del coche está fresca, así que Sherlock lo deduce: el hombre desaparecido, Ian Monkford, pagó a la agencia para que le ayudaran a desaparecer. Una vez más, el hombre es liberado. Sherlock está convencido de que detrás de todo el misterio está Moriarty, el hombre mencionado en A Study in Pink por el taxista.
Lo siguiente que investiga Sherlock es la muerte por tétanos de Connie Prince. Supuestamente se hirió con un clavo, pero la herida fue tras su muerte. Una mujer ciega llama a Sherlock, dándole otras 12 horas para descubrir el misterio. Sherlock piensa que el mayordomo de la víctima la asesinó con una sobredosis de botox. Aunque Sherlock logra adivinarlo, el asesino ejecuta la detonación de explosivos cuando la anciana empieza a describir al secuestrador.
Un fotógrafo en el Río Támesis es el siguiente caso. Sherlock encuentra allí el cadáver de un guardia de seguridad. Un par de contusiones en el cuerpo son marcas de "Golem", un asesino. El guardia había descubierto que una pintura de Johannes Vermeer era falsa. Una profesora de astronomía habló con la víctima sobre el cuadro, y también fue objetivo de "Golem". Cuando John y Sherlock están a punto de fallar en el rescate de la víctima, Sherlock descubre que la pintura es falsa debido a que la posición de las estrellas era diferente, y logra salvar al niño secuestrado. La conservadora del museo revela a Sherlock que la persona a cargo en última instancia era conocida como Moriarty.
Investigando el caso de Mycroft sobre Andrew West por su cuenta, John se sorprende al escuchar que se encontró poca sangre en las vías. Sherlock está de acuerdo en que West fue asesinado en otro lugar, y luego depositado en el techo de un tren. Se encuentran al cuñado de West, que confiesa haber robado el USB, y que mató accidentalmente a West.
Sherlock espera a John, ingeniándoselas para encontrarse con Moriarty. Se reúne con John, que parece burlarse de él antes de revelar que es otro rehén, con chaleco, apuntado por un rifle y que dice las palabras dictadas de Moriarty. Éste finalmente aparece, y revela ser Jim, el "novio" de Molly; Jim Moriarty (Andrew Scott). John le agarra, pero el francotirador apunta a Sherlock, y debe soltar a Moriarty, que se va. Sherlock le quita el chaleco explosivo a John, pero en ese momento, ambos son apuntados por varios tiradores, ya que Moriarty ha cambiado de parecer. Sherlock le apunta con la pistola, pero cambia su objetivo y apunta al chaleco explosivo. El episodio termina en este melodrama.